# Elecciones presidenciales de Sri Lanka de 1982
Las elecciones presidenciales de Sri Lanka de 1982 se celebraron el 20 de octubre, siendo las primeras elecciones presidenciales directas del país, tras los cambios constitucionales efectuados por J. R. Jayewardene, Primer ministro y Presidente incumbente desde 1978, para crear una presidencia ejecutiva y electa, después de una década siendo el país una república parlamentaria. Jayewardene fue elegido para un mandato de seis años con el 53% de los votos.

## Resultados
| Candidato            | Candidato            | Partido                            | Votos     | %       |
| -------------------- | -------------------- | ---------------------------------- | --------- | ------- |
|                      | J. R. Jayewardene    | Partido Nacional Unido             | 3.450.811 | 52.91%  |
|                      | Hector Kobbekaduwa   | Partido de la Liberat de Sri Lanka | 2.548.438 | 39.07%  |
|                      | Rohana Wijeweera     | Janatha Vimukthi Peramuna          | 273.428   | 4.19%   |
|                      | Kumar Ponnambalam    | Congreso Tamil de Toda Ceilán      | 173.934   | 2.67%   |
|                      | Colvin de Silva      | Partido Lanka Sama Samaja          | 58.531    | 0.90%   |
|                      | Vasudeva Nanayakkara | Partido Nava Sama Samaja           | 17.005    | 0.26%   |
| Votos válidos        | Votos válidos        | Votos válidos                      | 6.522.147 | 100.00% |
| Votos anulados       | Votos anulados       | Votos anulados                     | 80.470    |         |
| Votos en total       | Votos en total       | Votos en total                     | 6.602.617 |         |
| Votantes registrados | Votantes registrados | Votantes registrados               | 8.145.015 |         |
| Participación        | Participación        | Participación                      | 81.06%    |         |